# Dendrobium friedericksianum
Dendrobium friedericksianum är en orkidéart som beskrevs av Heinrich Gustav Reichenbach. Dendrobium friedericksianum ingår i släktet Dendrobium, och familjen orkidéer. Inga underarter finns listade i Catalogue of Life.